# Triclosan
Triclosan er en polychlor-forbindelse (en polychlor-phenoxyphenol) med antibakteriel og antisvampe-aktivitet. Triclosan findes tilsat mange forbrugsvarer, bl.a. tandpasta (Colgate), sæbe, deodoranter, plastprodukter bl.a. legetøj, tekstiler, rengøringsmidler og maling. Triclosan er på EU's liste over skadelige stoffer, da det katagoriseres som "lokalt irriterende" og "miljøskadeligt".
Triclosan øger holdbarheden af et produkt og virker som antibakterielt middel. Triclosans kemiske struktur og virkningsmekanisme svarer til triclocarbans. Begge stoffer er biologisk aktive og Miljøstyrelsen anbefaler forbrugere at vælge produkter uden triclosan.

## Biologisk aktivitet
Triclosan er sat i forbindelse med
- afvigende fosterudvikling
- allergi
- funktionsforstyrrelse af Skjoldbruskkirtlen (thyroidea) og andre kirtler
- vægtforøgelse

Desuden er triclosan mistænkt for at fremme udviklingen af cancer
Forskere undersøger risikoen for skadelige bakteriers resistensudvikling og andre potentielle biologiske skadevirkninger inklusivt miljøbelastningen.

## Kemi
Triclosans kemiske struktur ligner skjoldbruskkirtlens hormoner thyroxin (T4) og trijodthyronin (T3). Denne lighed tillader triclosan at binde til hormonreceptorerne og indvirke på deres funktion. Triclosans struktur svarer også til andre pesticider, specielt de polychlorerede biphenyler (PCB-forbindelser) der er hormonforstyrrende. Derfor er triclosan potentielt et hormonforstyrrende stof .

## Eksterne links og henvisninger
1. ↑  Er din tandpasta hormonforstyrrende? Rebecca Persson
2. ↑  "Triclosan. Miljøstyrelsen". Arkiveret fra originalen 8. september 2015. Hentet 19. september 2015.
3. ↑  Rapport, Miljøstyrelsen 2015

- Stadig flere beviser: Håndsprit gør mere skidt end godt. Videnskab.dk Arkiveret 14. april 2016 hos  Wayback Machine
- A Common Toothpaste Ingredient Has Been Linked to Gut Inflammation. ScienceAlert 2018